# الكريسماس ولهيب الحرب
«الكريسماس ولهيب الحرب» هو فيلم بريطاني وثائقي قصير، صدر في عام 1941 م وهو من إخراج هاري وات وإنتاج مؤسسة كراون لإنتاج الأفلام التابعة لوزارة الإعلام البريطانية.
اعتبر الفيلم في بداية عرضه على أنه وسيلة دعائية لحث المشاهد الأمريكي على دعم قضية التحالف خلال الحرب العالمية الثانية. تم إنتاج الفيلم في سياق القصف الألماني للمدن البريطانية مصوِّراً صمود البريطانيين على الرغم من المصاعب التي واجهوها في كريسماس 1940 من خلال إظهاره لقدرتهم على الاستمرار في ممارسة تقاليدهم الاحتفالية التي اعتادوها في مثل هذه المناسبة، غير آبهين للاضطرابات الناجمة عن الحرب.
هذا الفيلم هو تكملة للفيلم الوثائقي القصير «لندن تستطيع أن تتحمل» London Can Take It لنفس الراوي كوينتين راينولدز. ترشح الفيلم لجائزة الأكاديمية كأفضل فيلم وثائقي قصير ولكن كان الفوز من نصيب الفيلم الوثائقي «جزيرة تشرتشل»Churchill's Island

## ملخص الفيلم
يعرض الفيلم الأجواء المصاحبة لكريسماس 1940 في أتون الحرب المشتعلة (Blitz) في بريطانيا مصورا ممارسة البريطانيين لتقاليدهم الاحتفالية التي اعتادوها في أيام الكريسماس ولكن هذه المرة مصحوبا بمشاهد من الحرب. تظهر في الفيلم مشاهد للبريطانيين وهم يقتلعون أشجار الكريسماس ليضعوها في الملاجئ، وربات البيوت وهن يشترين الطعام لعشاء الكريسماس، ومقاطع من فن التمثيل الايمائي تعرض في المسارح. وكذلك يمكن للمشاهد رؤية طلاب المدارس وهم يشكلون بطاقات الكريسماس الجميلة. يصور الفيلم البريطانيين وهم يحتفلون بهذه المناسبة في ملاجئهم في مترو أنفاق لندن على أنغام ترنيمة عيد الميلاد التي تنشدها فرقة كنج كولج من كامبردج.

## الإنتاج
«الكريسماس ولهيب الحرب» فيلم أنتجته مؤسسة كراون لانتاج الأفلام التابعة لوزارة الإعلام ليكون مكملا لفيلم«لندن تستطيع أن تتحمل» London Can Take It ، وقد تم انتاجه في بادئ الأمر من أجل توزيعه في أمريكا، وتم اختيار كوينتين رينولدز من مجلة كولرز الأسبوعية ليروي أحداث الفيلم وذلك لجذب أنظار الجماهيرالأمريكية لمشاهدته. وكان رينولدز قد شارك من قبل في كتابة ورواية اثنين من الأفلام البريطانية الدعائية وهي«لندن تستطيع أن تتحمل» London Can Take It وفيلم «رد لندن على ادعاءات ألمانيا الباطلة» London's Reply to Germany's False Claims
تم إنتاج الفيلم في سياق الحرب المشتعله (Blitz) على بريطانيا والتي بدأت في سبتمبر 1940. الرسالة الأساسية التي يهدف الفيلم إلى ايصالها للمشاهد هي استمرارية الحياة وممارسة الناس لتقاليدهم في الكريسماس على الرغم من حالة الاضطراب التي تجرع مرارتها الجميع جراء القصف الألماني. وقد تم إنتاج الفيلم لسببين هما تشجيع الشعب الأمريكي على دعم التحالف وزعزعة موقف الولايات المتحدة من الاكتفاء بالحياد، حيث يعرض صورا لصمود المدنيين البريطانيين ورباطة جأشهم وتحديهم لتلك الأوضاع ويتضح ذلك من خلال ظهور أحد المواطنيين وهو يعمل منظفا للنوافذ، وقد رفع لوحة مكتوب عليها:«العمل يسيركالمعتاد، إذا لم يكن لديك نافذه سنعمل على تنظيف مدخنتك».

## إصدار الفيلم واستقبال المشاهدين
وزعت شركة ورنر برذرز Warner Brothers الفيلم في الولايات المتحدة الأمريكية بعد إصداره في بريطانيا؛ كما تم التبرع بإيرادات الفيلم للصندوق الخيري Spitfire والتي تم استخدامها لمساعدة سلاح الجو الملكي البريطاني لبناء الطائرة المقاتلة المسماة بـ Spitfire.
تم ترشيح الفيلم لجائزة الأكاديمية كأفضل فيلم وثائقي قصير، إلا أن الجائزة كانت من نصيب فيلم جزيرة تشرشل Churchill's Island لصانع الأفلام ستورت لج وهو فيلم آخر يتحدث عن الدفاع عن بريطانيا في زمن الحرب.

### إصدار الفيلم بنسخة دي في دي
تم إدراج الفيلم في الإصدار الثالث للمؤسسة الخيرية البريطانية للأفلام مع مجموعة إصدارات دي في دي لمؤسسة جي بي أو للأفلام وحمل الإصدار عنوان «إذا كان لا بد من الحرب» If War Should Come.

## وصلات خارجية
- الكريسماس ولهيب الحرب على موقع IMDb (الإنجليزية)
- الكريسماس ولهيب الحرب على موقع قاعدة بيانات الفيلم (الإنجليزية)
- الكريسماس ولهيب الحرب على موقع ليتربوكسد (الإنجليزية)
- الكريسماس ولهيب الحرب على موقع كينوبويسك (الروسية)